# Bahía de Saint-Brieuc
La bahía de Saint-Brieuc (en francés: baie de Saint-Brieuc) es una bahía  del Canal de la Mancha que bordea una parte de la costa de Côtes-d'Armor en Francia. Se extiende más de 800 km² entre el archipiélago de Bréhat y el cabo Fréhel.

## Descripción
El tramo oriental, que va desde la ciudad y capital departamental de Saint-Brieuc (45 207 hab. en 2014) hasta Paimpol
(7199 hab. en 2014), situado más al norte, frente al archipiélago de Bréhat, se conoce como la costa del Sur del Goëlo (côte du Sud du Goëlo). En este tramo y a pocos kilómetros de Saint-Quay-Portrieux se encuentra la comuna de Plouha donde se ven los acantilados mal altos de toda Bretaña, estandon el punto más alto a 104 metros del nivel del mar.

## Reserva natural

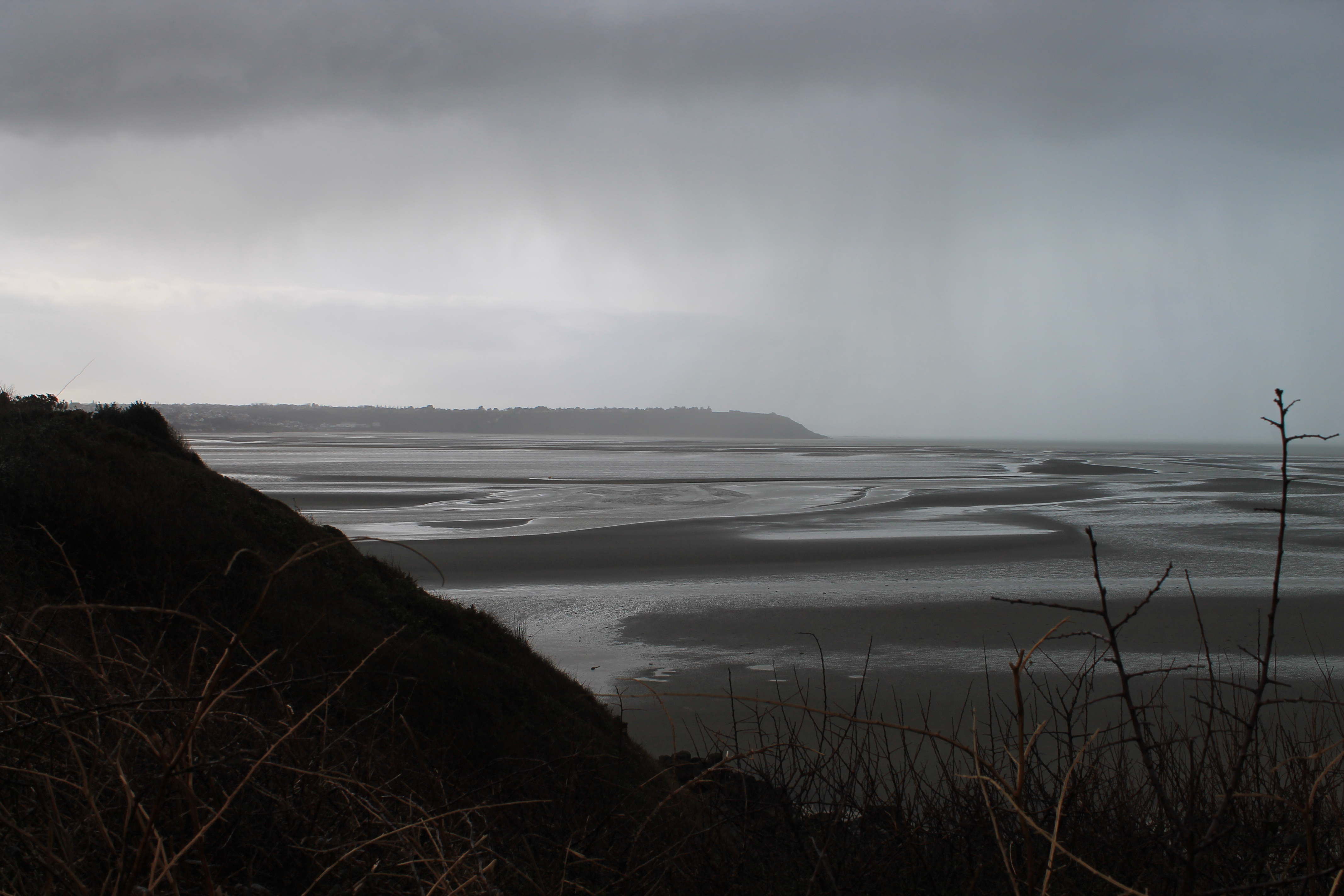
Bahía de Saint-Brieuc

La parte sur de la bahía está protegida por una reserva natural nacional, la reserva nacional de la bahía de Saint-Brieuc (RNN140) protegida desde 1998. Ocupa una superficie de aproximadamente 1140 hectáreas. 

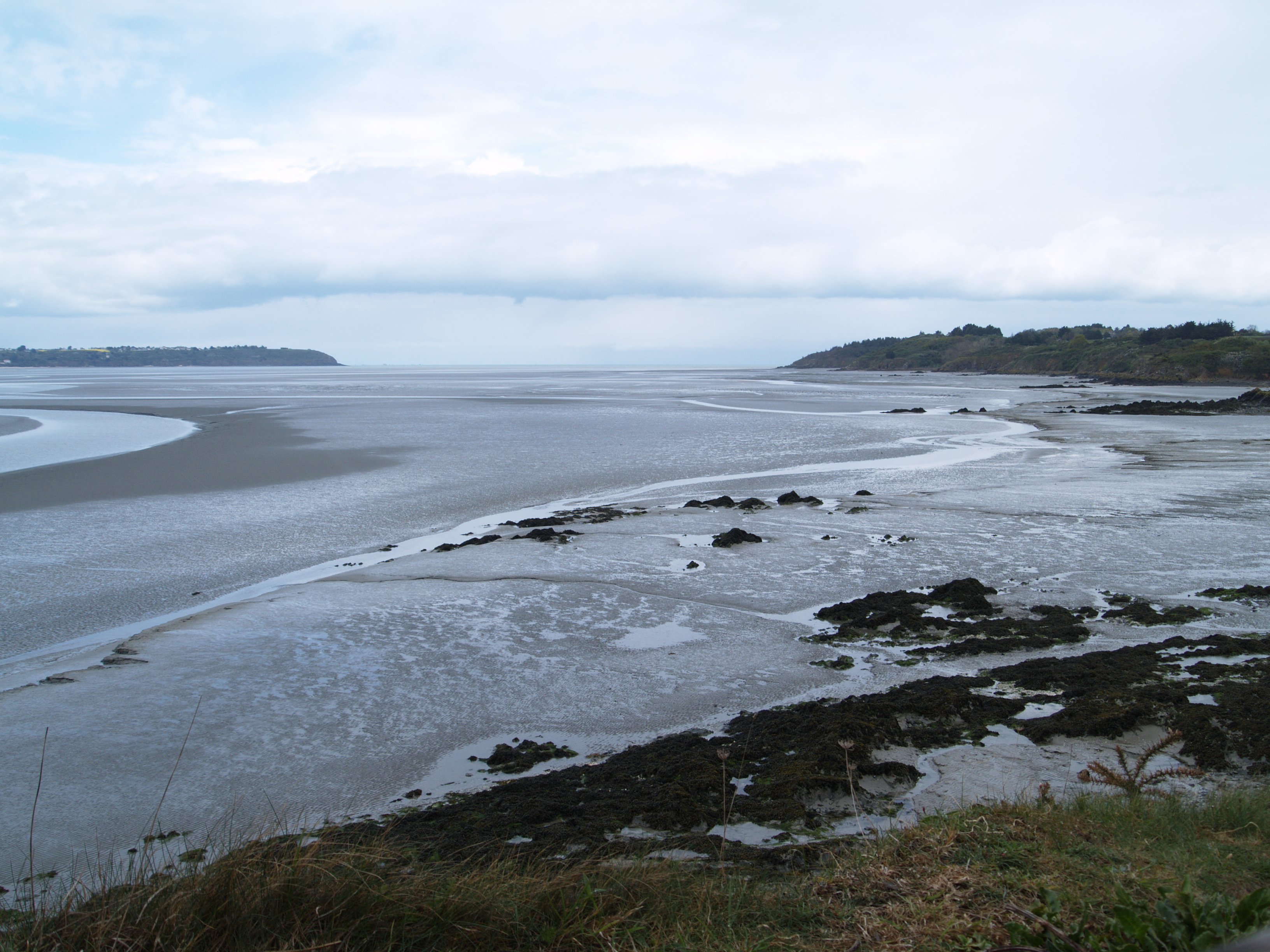
Rreserva nacional de la bahía de Saint-Brieuc

## Parque eólico en el mar

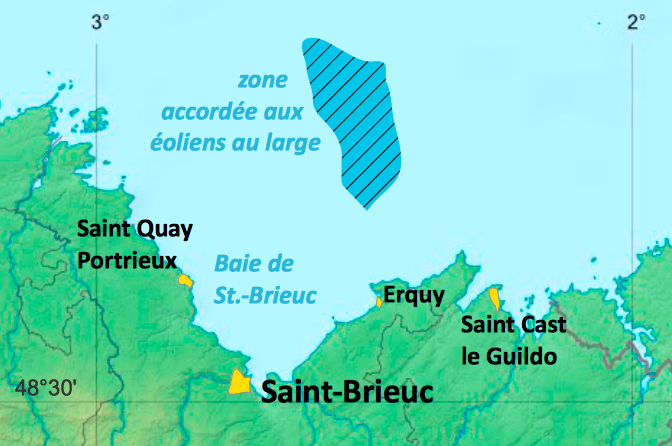
Localización del parque eólico de Saint-Brieuc

El parque eólico de la bahía de Saint-Brieuc es un proyecto para instalar sesenta y dos turbinas eólicas marinas, cuya finalización se espera para 2020.